# Gongsun Yue
En aquest nom xinès, el cognom és Gongsun.
Gongsun Yue (mort el 191 EC), va ser el cosí jove del senyor de la guerra Gongsun Zan durant el període de la tardana Dinastia Han Oriental de la història xinesa.

## Biografia
L'Emperador Xian, mantingut com rehena per Dong Zhuo envià en secret a Liu He (劉和) per apel·lar ajuda al pare de Liu He, Liu Yu -- el governador de la Província de You. Mentre viatjava a través Luyang, Liu He va ser retingut per Yuan Shu -- que utilitzaria Liu He per extorsionar tropes i subministraments de Liu Yu. Liu Yu va accedir davant la forta protesta de Gongsun Zan. Tement que Yuan Shu li covés rancor en contra, el mateix Gongsun Zan va enviar al seu cosí, Gongsun Yue, amb 1000 homes i subministraments per ajudar a Yuan Shu. Açò va causar un distanciament entre Liu Yu i Gongsun Zan.
Quan Sun Jian, que servia sota Yuan Shu, va tornar de Luoyang després de derrotar a Dong Zhuo, Yuan Shao va escriure a Zhou Yu ordenant-li d'atacar Yangcheng (en l'actualitat Dengfeng, Henan) -- per aïllar a Sun Jian. Llavors Yuan Shu va ordenar-hi a Gongsun Yue d'ajudar en el contraatac de Sun Jian. Ells van guanyar la batalla, però Gongsun Yue va ser mort per una fletxa perduda. Després Gongsun Zan empraria la mort de Gongsun Yue com el pretext per declarar-li la guerra a Yuan Shao.

## En la ficció
En la novel·la històrica el Romanç dels Tres Regnes de Luo Guanzhong, es conta que Gongsun Yue és enviat com a missatger per demanar que Yuan Shao dividisca la Província de Ji (冀州) amb Gongsun Zan, a l'acabar la reunió i de tornada a casa Yue és mort per uns soldats de l'exèrcit de Yuan Shao que simulaven ser homes de Dong Zhuo.